# The Land

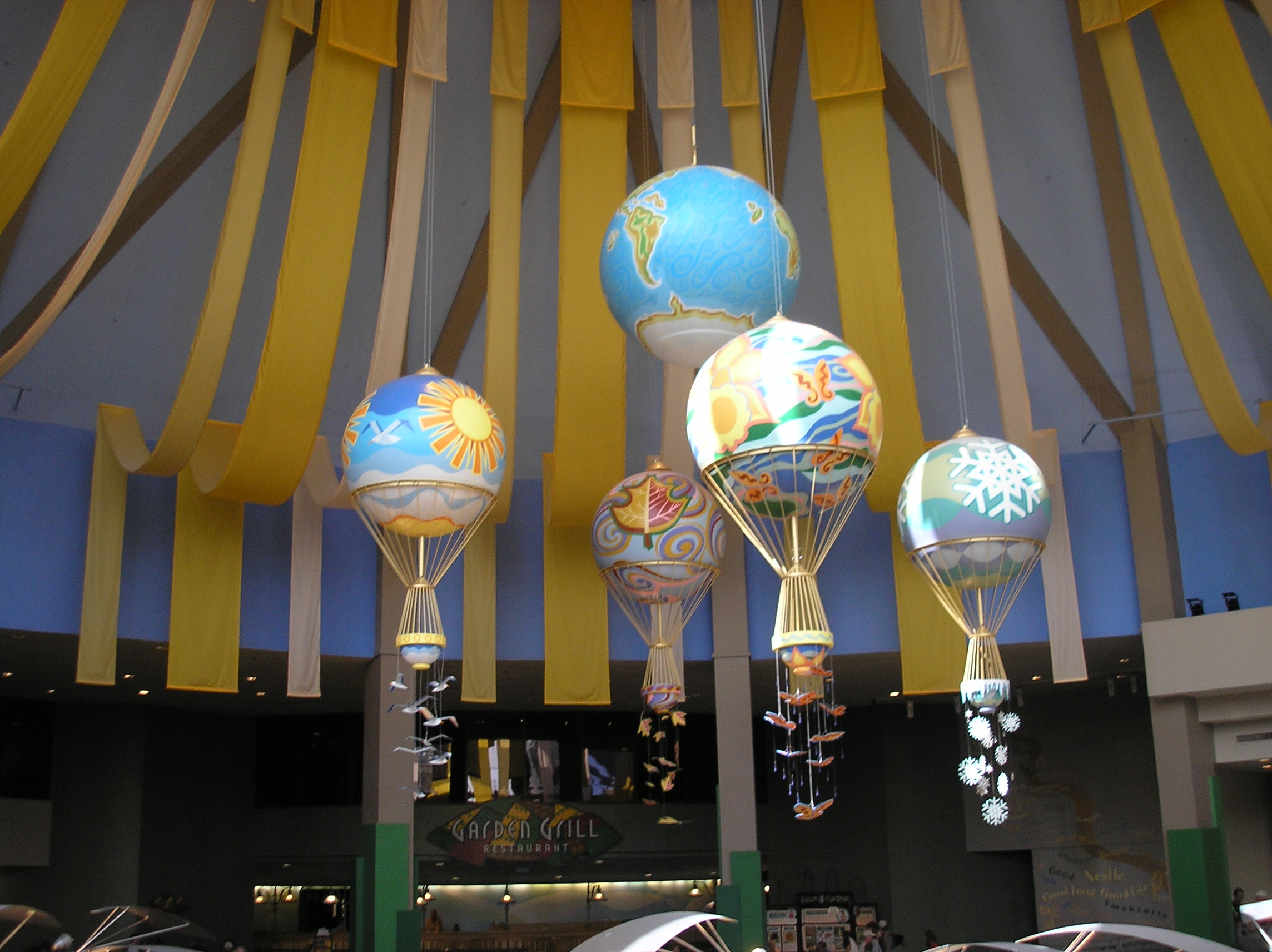
Interieur van het paviljoen

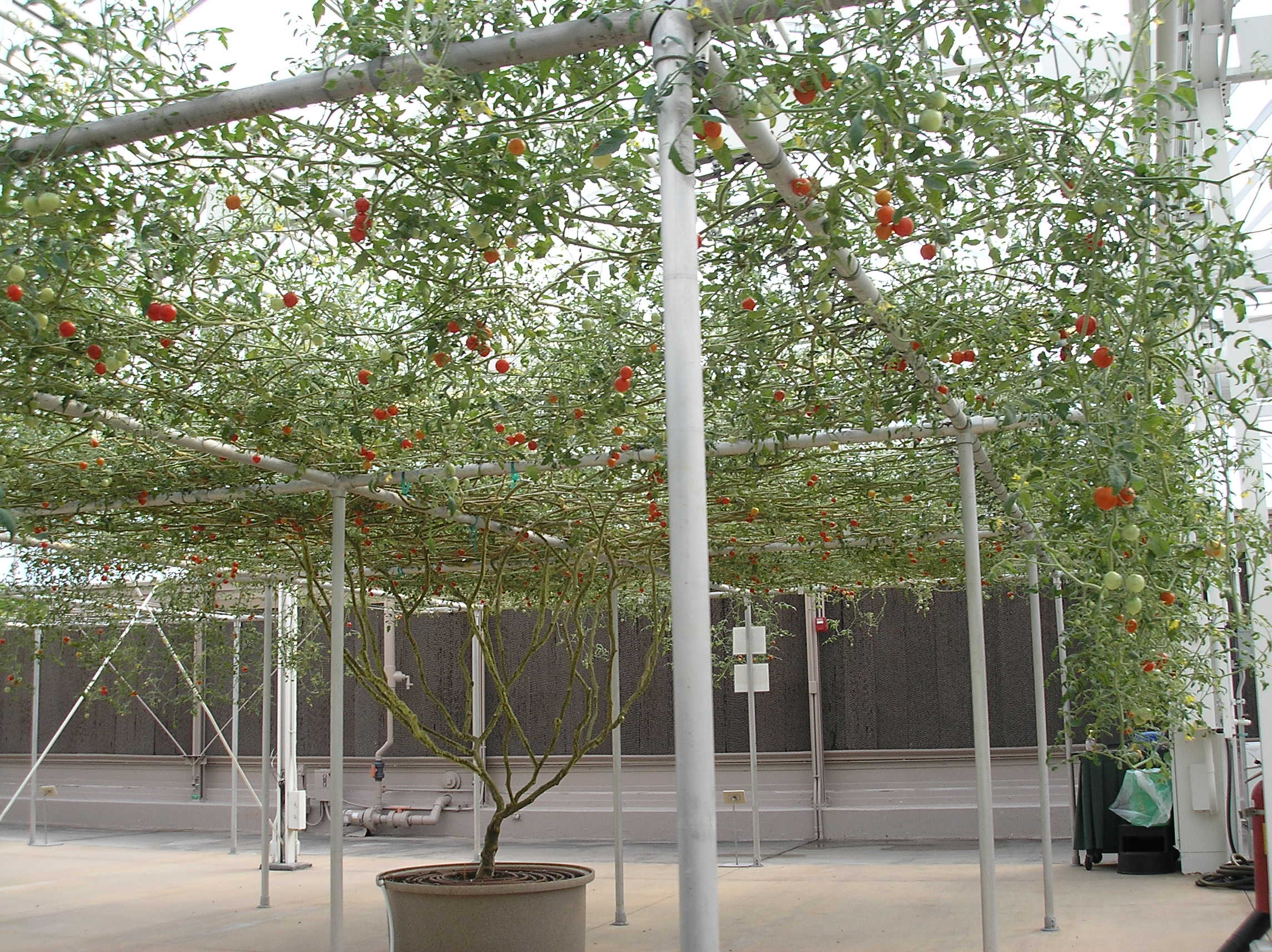
Tomatenboom in de kassen van het paviljoen

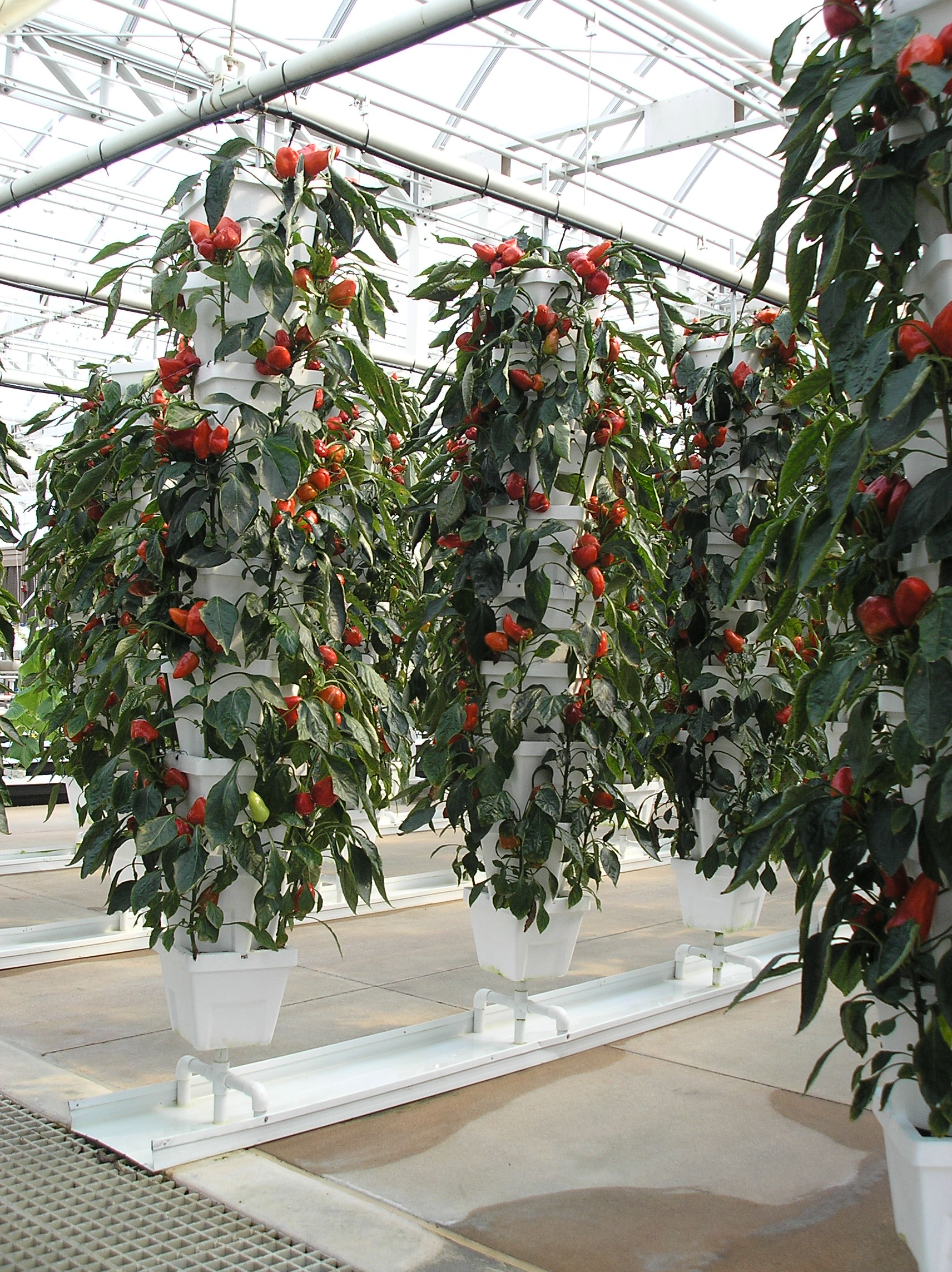
Paprikaplanten in de kassen van het paviljoen

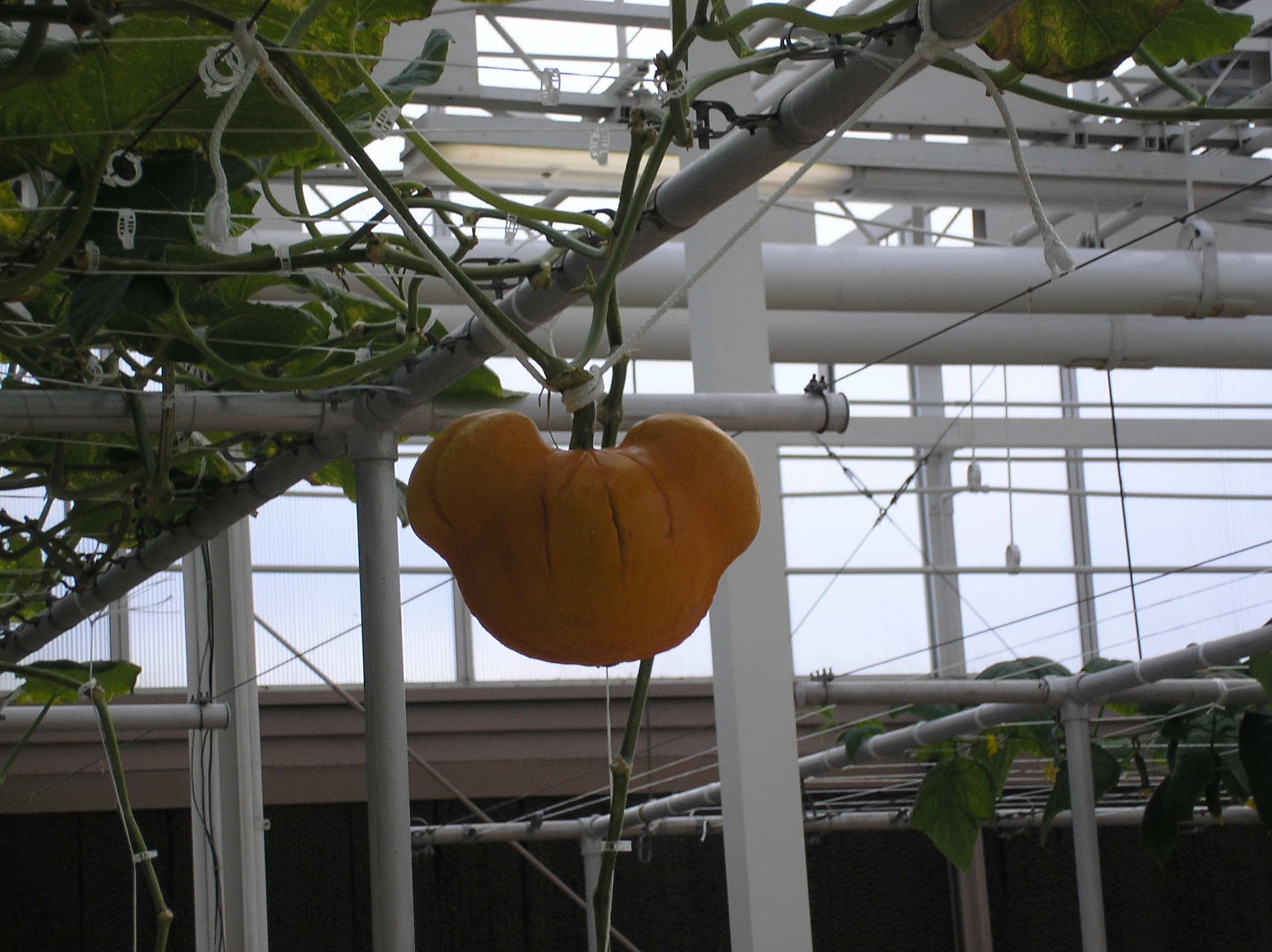
Een pompoen in de vorm van Mickey Mouse

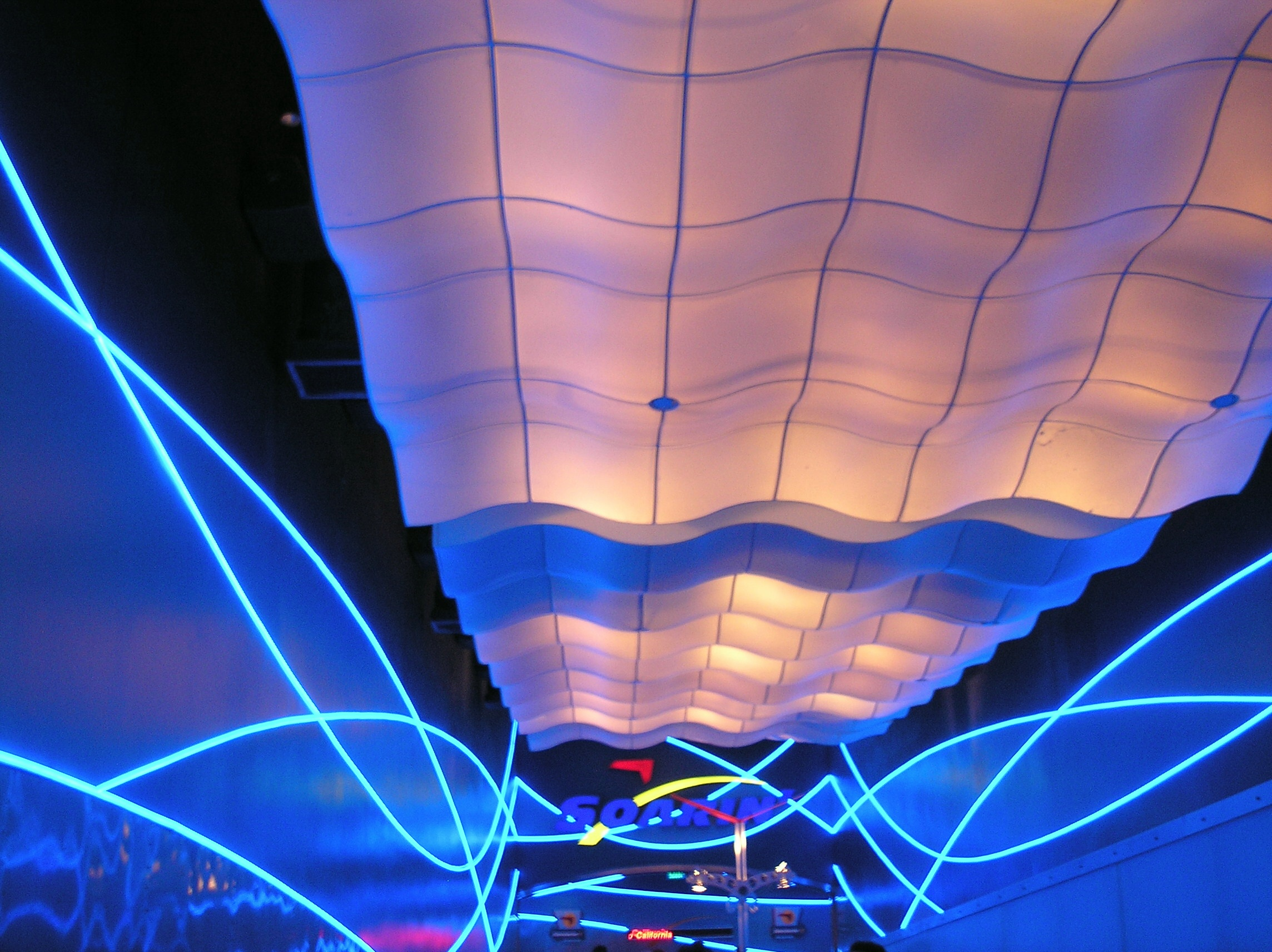
Een moderne ingang van Soarin'

Het The Land-paviljoen is een onderdeel van Future World in Epcot in het Walt Disney World Resort in Florida en werd geopend op 1 oktober 1982.

## Geschiedenis
Sinds de opening van het paviljoen in 1982 heeft het paviljoen drie belangrijke fases gekend.
In de eerste fase van het paviljoen werd het gesponsord door Kraft Foods, van 1982 tot 1992. Kraft speelde een belangrijke rol in de financiering van alledaagse functies in het paviljoen, zoals attracties, restaurants en winkeltjes. Het paviljoen opende met de attracties Listen to the Land, een boottochtje, Kitchen Kabaret, een animatronicshow en Symbiosis, een film over positieve en negatieve aspecten van de omgang van de mens met het land. Het in- en exterieur van het paviljoen bestond toentertijd uit aardkleuren en kleuren die in exotische vegetatie veel voorkomen.
In 1993 werden plannen gemaakt voor een modernisering van het gehele park en met name het The Land-paviljoen. Nadat Kraft haar sponsoring had stopgezet nam op 26 september 1993 Nestlé diens plaats is als sponsor. Gecofinancierd door Nestlé en het Walt Disney World Resort zelf onderging het paviljoen een grote verbouwing, die van start ging op 27 september in hetzelfde jaar.
Het paviljoen werd esthetisch gezien geheel veranderd. Hoewel sommige van de originele elementen bleven, werden meer levendige kleuren en stoffen aan het paviljoen toegevoerd om het een frisse uitstraling te laten krijgen. Namen van enkele winkels, restaurants en attracties werden eveneens veranderd. De hoofdattractie van het paviljoen, Listen to the Land, werd omgedoopt en op 10 december 1993 geopend tot Living with the Land. Kitchen Kabaret, de andere attractie van het originele paviljoen, werd gesloten op 3 januari 1994. De attractie maakte plaats voor Food Rocks, een attractie met eenzelfde opzet maar gemoderniseerd en aantrekkelijker gemaakt voor jonge kinderen. Symbiosis, de laatste van de drie originele attracties werd gesloten op 1 januari 1995, werd heropend als Circle of Life: An Environmental Fable, een film waarin figuren uit de film The Lion King voorkwamen.
In 2003 vernieuwde Nestlé haar manier van sponsoring voor het paviljoen. Er stond echter in de contracten dat Nestlé moest zorgen voor het in- en exterieur. Dit bracht een tweede verbouwing teweeg in het seizoen 2004-2005, waarbij het paviljoen een nieuw kleurenschema kreeg (groen, wit en geel). Ook kreeg het paviljoen een nieuwe beplanting en werden de paden en ingang tot het paviljoen verbreed. De vloerbedekking in het paviljoen werd verwijderd en het restaurant, The Garden Grill, kreeg een nieuw uiterlijk. Ook werd de bewegwijzering van en naar het paviljoen geüpdatet en betrokken bij het nieuwe kleurenschema. Het bord voor de ingang van het paviljoen bleef echter ongewijzigd.
De belangrijkste verandering in de verbouwing was de sluiting en verwijdering van Food Rocks op 3 januari 2004. Daarvoor in de plaats kwam de attractie Soarin', die goed in de smaak viel en oorspronkelijk was ontworpen voor Disney California Adventure Park in het Disneyland Resort. De benodigde ruimte voor de attractie zorgde voor hoogbouw in het paviljoen.
Het vernieuwde The Land werd pas geopend op 5 mei 2005, een datum die samenviel met de start van de Happiest Celebration on Earth-campagne voor het resort. Hoewel het uiterlijk van het paviljoen sterk veranderd was, bleef het karakter hetzelfde: bezoekers informeren over de positieve en negatieve aspecten van de omgang van de mens met het land.
Op 13 februari 2009 trok sponsor Nestlé zich terug, waarna het paviljoen zonder sponsor zat.

## Beschrijving
Het The Land-paviljoen is te vinden in een gebouw en beslaat in totaal een oppervlakte van 24 hectare. Dit gebouw biedt plaats aan de simulator Soarin', het boottochtje Living with the Land en de film Circle of Life: An Environmental Fable. Achter het gebouw zijn enkele plantenkassen te vinden, waardoor het traject van Living with the Land loopt.
Ook is er in het paviljoen het buffet Sunshine Seasons te vinden, waar men producten kan kopen die doen denken aan een verse oogst. Zo kent de eetgelegenheid een Asian Shop, een Sandwich Shop, een Soup / Salad Shop, een Wood-Fired Grill Shop, een Bakery en een Breakfast-afdeling. Tevens is er in het paviljoen het restaurant The Garden Grill te vinden, waar men in een boerderij op een draaiend platform kan eten. Dit platform draait rondom een gedeelte van het Living with the Land-traject. In het restaurant kan men samen eten met Disney-figuren.
Een winkeltje is te vinden aan de uitgang van Soarin'. Hier kan men zich onder andere inschrijven voor een tour achter de schermen, de Behind the Seeds Greenhouse Tour, door de kassen van het Living with the Land-traject. In de Green Thumb Emporium kan men souvenirs aanschaffen.

## Tuinbouwonderzoek
Naast dat het paviljoen een entertainmentlocatie is, is het The Land-paviljoen ook een plek voor demonstraties, productie en onderzoeksfaciliteiten. 0,4 hectare van het paviljoen wordt gebruikt voor tuinbouwonderzoek naar hydroculturen, irrigatiemethoden en bestrijding van parasieten en ziektes bij gewassen.

## Faciliteiten

### Attracties
- Soarin'
- Living with the Land
- Circle of Life: An Environmental Fable

### Entertainment
- Behind the Seeds Greenhouse Tour
- Diner met Disney-figuren in The Garden Grill

### Eetgelegenheden
- The Garden Grill
- Sunshine Seasons

### Winkels
- Soarin' Tour Desk
- Green Thumb Emporium